# Marc Casadó Torras
Marc Casadó Torras (Sant Pere de Vilamajor, 14 de setembre de 2003) és un futbolista professional català que juga com a migcampista defensiu al Futbol Club Barcelona. És conegut pel seu ritme de joc, eficiència en les passades, defensa i habilitat tècnica.

## Carrera de club
Casadó va jugar al juvenil del CF Vilamajor, PB Sant Celoni, Granollers i de la Damm. Va passar al planter del FC Barcelona amb 13 anys el 2016. Va ser el capità del Juvenil A on va ajudar a guanyar la lliga i la Copa de Campions la temporada 2020-21. Va estar a la banqueta del filial 4 vegades el 2021, i va ser ascendit a la plantilla l'estiu del 2022. El 5 de juliol del 2022 va ampliar el seu contracte amb el club fins a l'estiu del 2024.
Va fer el seu debut com a sènior amb el Barça Atlètic en una victòria per 3-2 a la Primera Federació contra el CE Castelló el 27 d'agost de 2022.
Va debutar amb el primer equip a la victòria per 2-4 a la Lliga de Campions contra el Viktoria Pilsen l'1 de novembre de 2022.
El seu debut a la lliga fou el 17 de març de 2024 en un partit contra l'Atlètic de Madrid quan sortí al camp al minut 76 amb un 0-3 favorable al marcador, substituïnt Héctor Fort. La temporada 2024-25 es va consolidar al primer equip, essent una peça important a l'equip de Hansi Flick. El 2 de març de 2025, Casadó va marcar el seu primer gol amb el Barça en una victòria per 4-0 contra la Reial Societat a l'Estadi Olímpic Lluís Companys. El 17 de març va patir una lesió de genoll, que el va descartar per a la resta de la temporada.

## Carrera internacional

### Categories inferiors
Casadó va ser internacional juvenil amb Espanya, amb la selecció espanyola sub-16  i la selecció espanyola sub-17 l'any 2019. L'octubre de 2024 , va ser convocat amb la Espanya sub-21.

### Sènior
Casadó va ser convocat amb la selecció espanyola absoluta per l'entrenador Luis De La Fuente per als partits de la UEFA Nations League contra la Dinamarca i la Suïssa el 15 i 18 de novembre de 2024. Va debutar contra Dinamarca, substituint Martín Zubimendi al minut 70.

## Estil de joc
Casadó és un migcampista defensiu principalment, però també ha jugat com a lateral dret i central. És molt treballador, recupera bé la possessió i té un gran maneig de la pilota. És un jugador tenaç i intens al camp.

## Estadístiques

### Club
Actualitzat a l'últim partit disputat el 16 de març de 2025.
| Club                   | Temporada     | Lliga         | Lliga | Lliga | Copa del Rei | Copa del Rei | Europa | Europa | Altres | Altres | Total | Total |
| Club                   | Temporada     | Divisió       | Part. | Gols  | Part.        | Gols         | Part.  | Gols   | Part.  | Gols   | Part. | Gols  |
| ---------------------- | ------------- | ------------- | ----- | ----- | ------------ | ------------ | ------ | ------ | ------ | ------ | ----- | ----- |
| FC Barcelona Atlètic   | 2022–23       | 1a F          | 34    | 0     | —            | —            | —      | —      | 2      | 0      | 36    | 0     |
| FC Barcelona Atlètic   | 2023–24       | 1a F          | 27    | 0     | —            | —            | —      | —      | 4      | 0      | 31    | 0     |
| FC Barcelona Atlètic   | Total         | Total         | 61    | 0     | 0            | 0            | 0      | 0      | 6      | 0      | 67    | 0     |
| FC Barcelona Catalunya | 2022–23       | 1a            | 0     | 0     | 0            | 0            | 1      | 0      | 0      | 0      | 1     | 0     |
| FC Barcelona Catalunya | 2023–24       | 1a            | 2     | 0     | 0            | 0            | 2      | 0      | 0      | 0      | 4     | 0     |
| FC Barcelona Catalunya | 2024–25       | 1a            | 23    | 1     | 1            | 0            | 10     | 0      | 2      | 0      | 36    | 1     |
| FC Barcelona Catalunya | Total         | Total         | 25    | 1     | 1            | 0            | 13     | 0      | 2      | 0      | 41    | 1     |
| Total carrera          | Total carrera | Total carrera | 86    | 1     | 1            | 0            | 13     | 0      | 8      | 0      | 108   | 1     |

1. 1 2  Partits en els play-offs de la Primera Federació
2. 1 2 3  Partit(s) a la Lliga de Campions de la UEFA

## Palmarès
FC Barcelona
- 1 Supercopa d'Espanya: 2025[14]
- 1 Copa del Rei: 2024–25[15][16]
- 1 Lliga espanyola: 2024-25